# پامچال باغی
پامچال باغی (نام علمی: Primula sect. Proliferae) نام یک بخشه از سرده پامچال است.